# Dirección de Comunicaciones de Carabineros
La Dirección de Comunicaciones de Carabineros fue un organismo de inteligencia perteneciente a Carabineros de Chile que existió entre 1983 y 1985, durante la dictadura militar encabezada por Augusto Pinochet. Encargado de realizar operativos de inteligencia y preventivos, es recordado por su rol en el asesinato de Santiago Nattino Allende, Manuel Guerrero Ceballos y José Manuel Parada, por motivos políticos, en el llamado «caso Degollados».

## Historia
Los orígenes de la Dicomcar se remontan al Servicio de Inteligencia de Carabineros, que en septiembre de 1983 pasó a ser la Dirección de Comunicaciones de Carabineros. Su objetivo principal fue que Carabineros asumiera un rol de mayor envergadura en labores de inteligencia y contrainsurgencia, además de análisis de información y protección de servicios públicos.
La Dicomcar utilizaba como cuartel las exoficinas del diario Clarín —cerrado el 11 de septiembre de 1973— ubicadas en calle Dieciocho, recinto conocido como «La Firma» y que también había sido ocupado por el Comando Conjunto en los años posteriores al golpe de Estado.
Contaba con personal de entre 100 y 150 hombres, participando personal civil, y dentro de los miembros de este organismo había exintegrantes del Comando Conjunto. Su mando estaba en manos del coronel de Carabineros Luis Fontaine Manríquez. Su superior era el general director de Carabineros quien entregaba órdenes verbales a este organismo. Semanalmente, la Dicomcar entregaba un informe sobre sus actividades a este.
Los métodos de detención de la Dicomcar eran bien planificados, utilizando un gran despliegue de personal. Al igual que otros organismos de la época.

## Caso Degollados
Los profesionales comunistas Santiago Nattino Allende, Manuel Guerrero Ceballos y José Manuel Parada fueron detenidos el 29 de marzo de 1985 por agentes de la Dicomcar. Al día siguiente sus cuerpos fueron encontrados degollados y con signos de violencia de los cuerpos. Los crímenes se conocieron como caso Degollados.
La investigación del juez José Cánovas Robles inculpó a la Dicomcar. Fueron detenidos dos coroneles, un comandante, dos capitanes y dos oficiales de Carabineros. El caso provocó, el 2 de agosto de 1985, la dimisión del general César Mendoza, general director de Carabineros y miembro de la Junta de Gobierno desde el golpe militar del 11 de septiembre de 1973. 
La Dicomcar fue disuelta semanas después por el nuevo general director, Rodolfo Stange.